# Melissa Buhl
Melissa Buhl (ur. 25 stycznia 1982 w Chandler) – amerykańska kolarka górska, dwukrotna medalistka mistrzostw świata.

## Kariera
Pierwszy sukces w karierze Melissa Buhl osiągnęła w 2007 roku, kiedy zdobyła brązowy medal w four-crossie podczas mistrzostw świata w Fort William. W zawodach tych wyprzedziły ją jedynie jej rodaczka Jill Kintner oraz Anneke Beerten z Holandii. Na rozgrywanych rok później mistrzostwach świata w Val di Sole w tej samej konkurencji była najlepsza, bezpośrednio wyprzedzając dwie Czeszki: Janę Horákovą i Romanę Labounkovą. Ponadto w sezonie 2011 Pucharu Świata w kolarstwie górskim zajęła drugie miejsce w klasyfikacji generalnej four-crossu, ulegając jedynie Anneke Beerten. Nie brała udziału w igrzyskach olimpijskich.